# Votomita monadelpha
Votomita monadelpha är en tvåhjärtbladig växtart som först beskrevs av Adolpho Ducke, och fick sitt nu gällande namn av Thomas Morley. Votomita monadelpha ingår i släktet Votomita och familjen Melastomataceae. Inga underarter finns listade i Catalogue of Life.